# Broek (Simpelveld)
Broek (Limburgs: D'r Bróch) is een buurtschap ten noorden van Bocholtz in de gemeente Simpelveld in de Nederlandse provincie Limburg. De buurtschap ligt in het Eyserbeekdal tussen Waalbroek in het noorden en Prickart in het zuiden. Er staan ongeveer 20 huizen en boerderijen met ca. 50 inwoners.
Door de buurtschap stroomt de Bocholtzerbeek.
In Broek staat de Mariakapel.

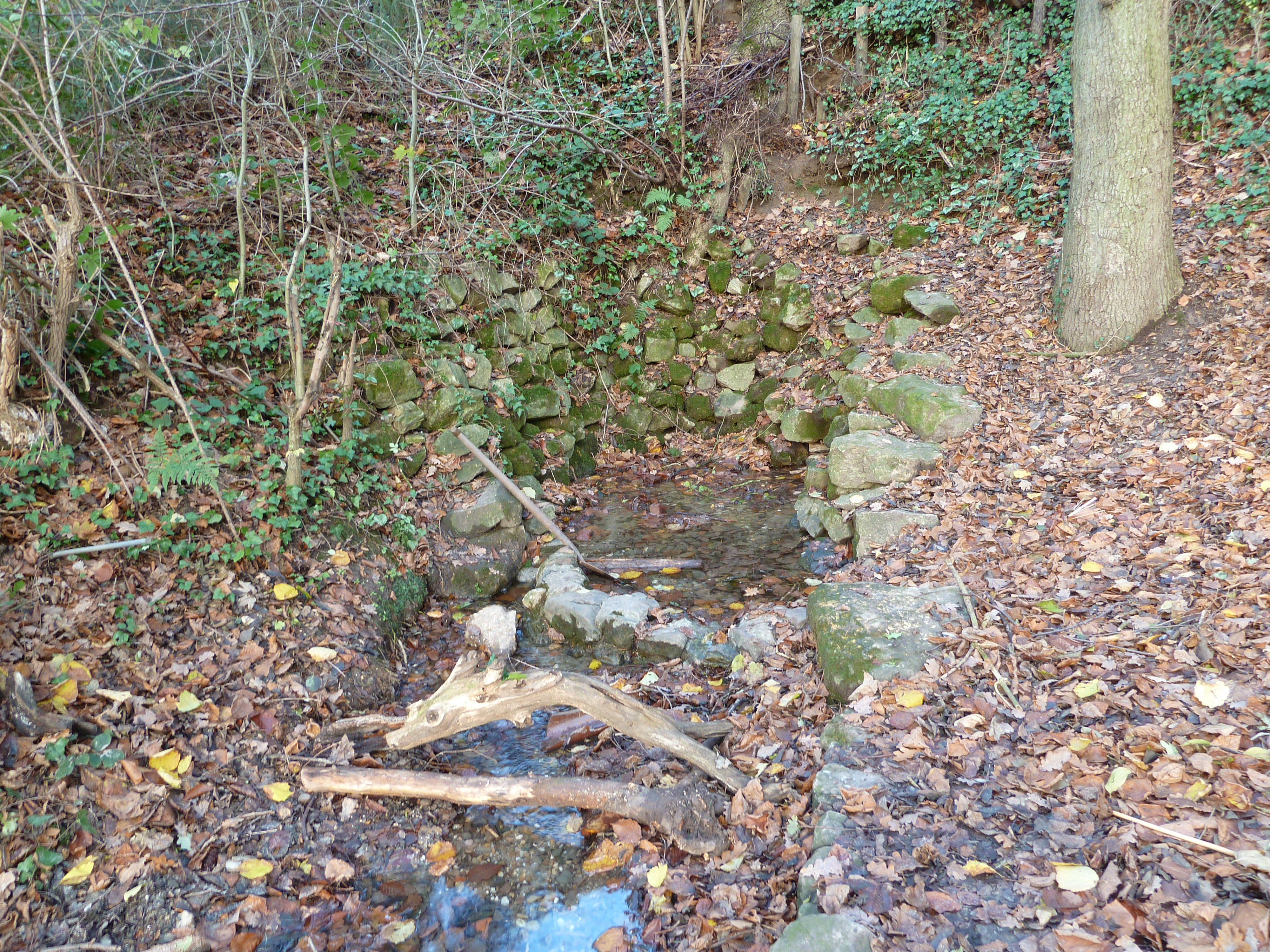
Een bronnetje van de Eyserbeek in Broek
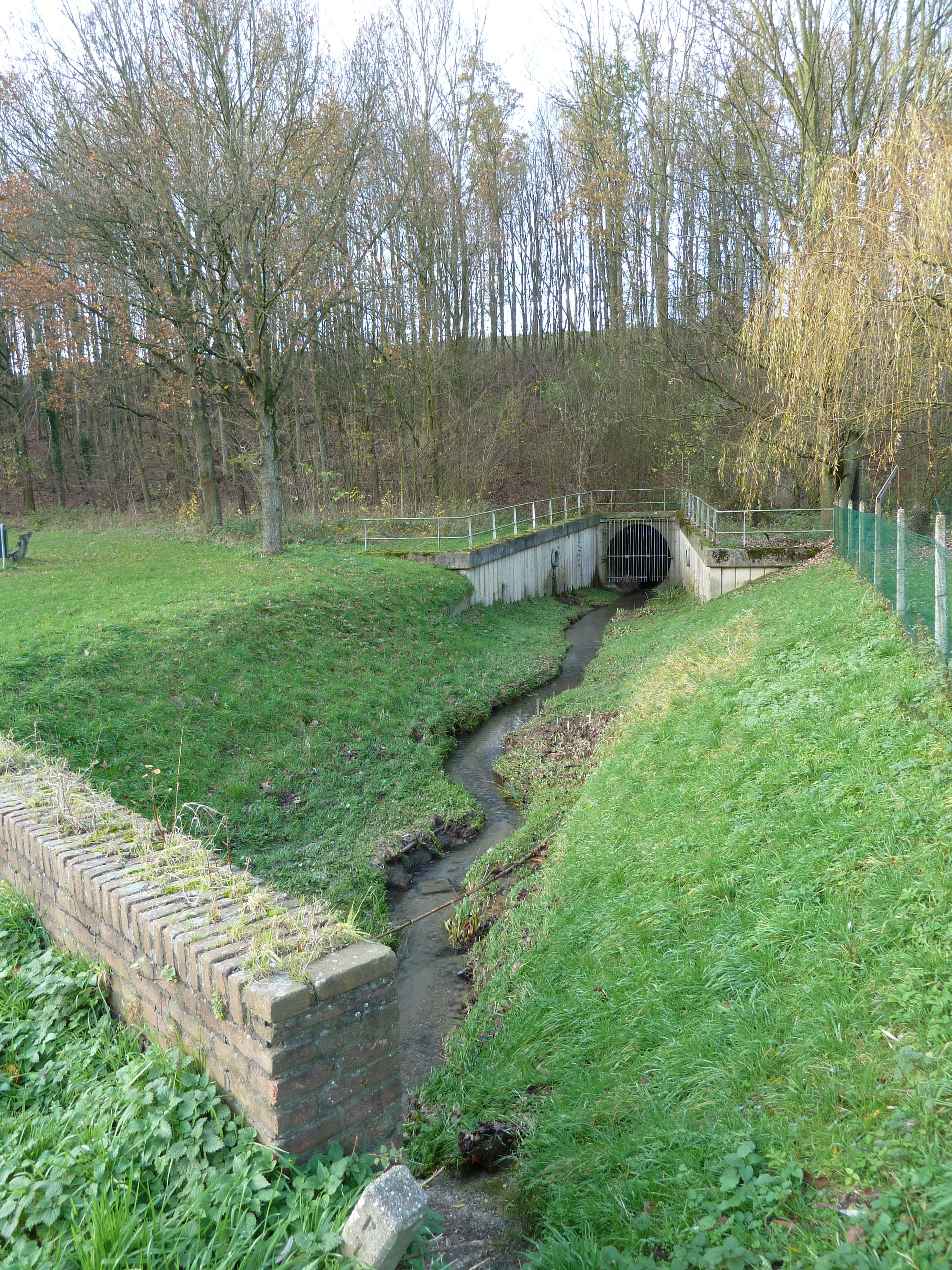
Eyserbeek gaat onder de N281 door naar Waalbroek
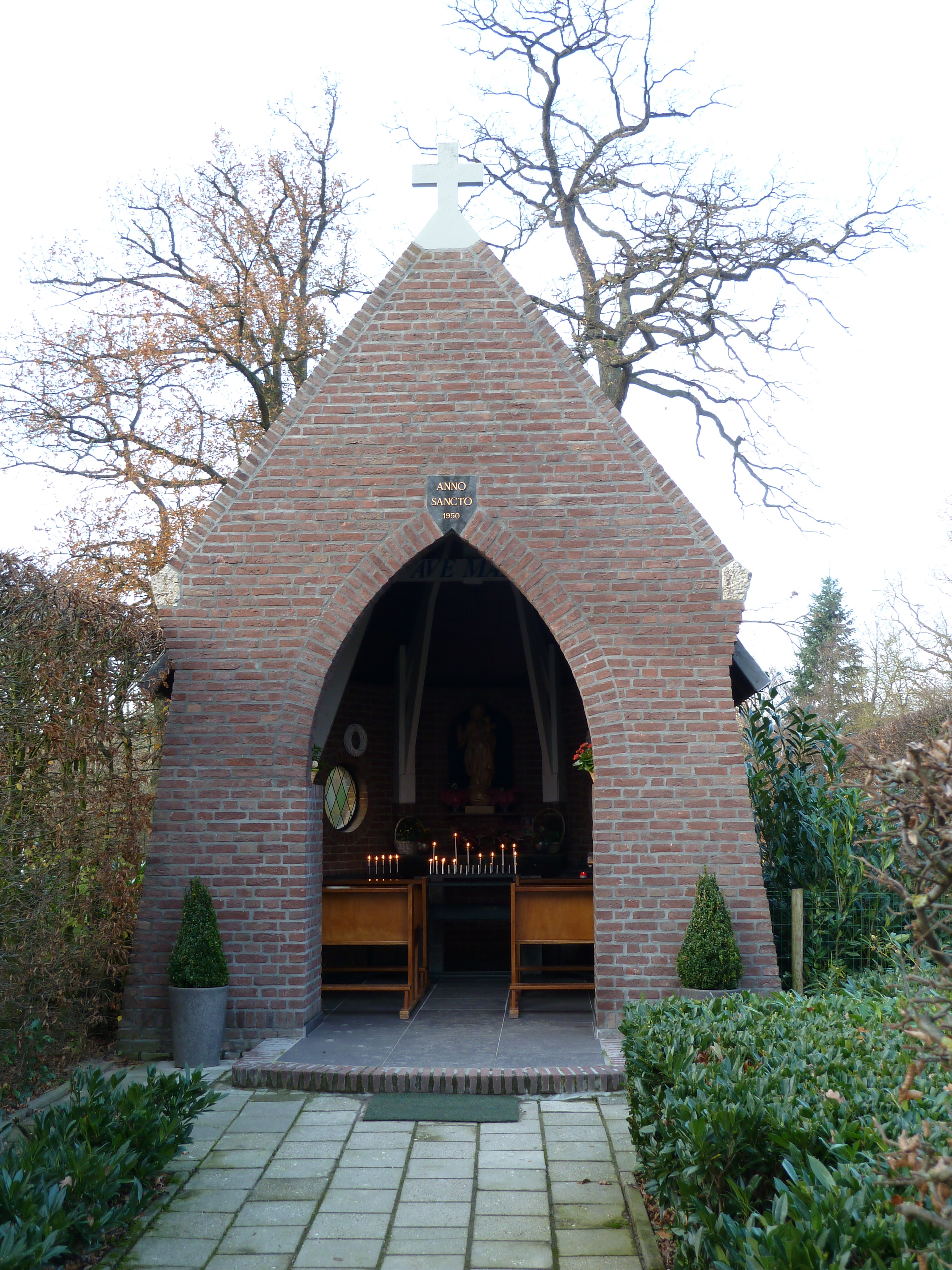
Mariakapel

Dorpen: Bocholtz · Simpelveld

Gehuchten en buurtschappen: Baaks/Sweijer · Baneheide · Bocholtzerheide · Bosschenhuizen · Broek · Bulkemsbroek · Huls · In de Gaas · Molsberg · Prickart · Rodeput · Vlengendaal · Waalbroek · Zandberg

Limburg: Steden en dorpen      Nederland: Provincies · Gemeenten